# Hošea
Sveti Hošea (hebr. הוֹשֵׁעַ, grč. Ὡσηέ, značenje "On spašava"), starozavjetni mali prorok.

## Životopis
Sveti Hošea rođen je u židovskoj obitelji negdje u Samariji. Zbog svoje sposobnosti dospio je na kraljevski dvor i postao jedan od uglednijih činovnika. Njegovo vjenčanje s razvratnom hramskom prostitutkom bio je simbolični čin koji je upozoravao na prekršaje naroda. Kao prorok djelovao je između 755. i 725. pr. Kr. Kritizirao je kultne prekršaje, naročito utjecaj kanaanskog poganstva i političke moći kraljeva. Nakon pada Sjevernog Kraljevstva prorokovao je u Jeruzalemu. Na koncu se oženio još jednom, ovoga puta kao simbol prorečenog vremena spasenja. Umro je 725. pr. Kr.